# Tommaso Mocenigo
Tommaso Mocenigo, beneški dož in admiral, * 1343, † 1423.